# Tour de Colombie 1992
Le Tour de Colombie 1992, qui se déroule du 31 mars au 12 avril 1992, est une épreuve cycliste remportée par le Colombien Fabio Parra. Cette course est composée d'un prologue et de douze étapes.

## Classement général
| Classement final | Classement final           | Classement final | Classement final | Classement final    |
|                  | Coureur                    | Pays             | Équipe           | Temps               |
| ---------------- | -------------------------- | ---------------- | ---------------- | ------------------- |
| 1er              | Fabio Parra                | Colombie         | Amaya Seguros    | en 48 h 36 min 55 s |
| 2e               | Luis Espinosa (en)         | Colombie         | Manzana Postobón | + 50 s              |
| 3e               | Luis Alberto González (en) | Colombie         | Gaseosas Glacial | + 1 min 17 s        |
| modifier         |                            |                  |                  |                     |